# Nicolas-Gabriel Clerc, dit Le Clerc
Pour les articles homonymes, voir Clerc et Le Clerc.
Nicolas-Gabriel Clerc, dit Le Clerc né le 6 octobre 1726 à Baume-les-Dames, en Franche-Comté, mort le 30 décembre 1798 à Versailles, est un médecin, historien, essayiste et cartographe français. Il était un physiocrate convaincu et un partisan des Lumières.

## Biographie
Issu d’une famille de médecins, Nicolas-Gabriel Clerc devient médecin lui-même ; il se distingue par des innovations dans la pratique. D’abord affecté à l’armée du Bas-Rhin, il est nommé premier médecin des armées du roi en Allemagne en 1757 ; il cherche à réformer des abus qui se sont introduits dans l’administration des hôpitaux militaires.
En 1759, à la demande de l’impératrice Élizabeth et avec l’agrément du roi Louis XV, il se rend en Russie, où ce pays vit sa propre époque des Lumières. Le général Kirill Razoumovski, hetman des cosaques, le choisit pour médecin, l’emmène avec lui dans un voyage à travers les principales cours de l’Europe, lui offrant au retour la propriété de la ville de Batourine, à condition de ne jamais le quitter, ce que Clerc refuse (il aurait passé le reste de sa vie en Russie). Il rentre en France en 1762 ; il y est nommé médecin du duc d’Orléans. 
Il retourne en Russie en 1769, avec le titre de premier médecin du grand-duc et de directeur scolaire du corps impérial des cadets ; il devient inspecteur de l’hôpital de Paul, fondé à Moscou par le grand-duc. Pendant ce second voyage, et suivant les volontés de Louis XV, il rassemble les matériaux d’une histoire de la Russie — pays dont on ignorait à peu près tout, et revient en France en 1777, avec beaucoup de textes mais aussi de cartes établies à ses frais. En France toutefois on l’oublie rapidement, et les promesses qu’on avait pu lui faire demeurent vaines ; il décide alors de se retirer en Franche-Comté, sous le nom de Leclerc.
Puis on le rappelle à Versailles, afin, de nouveau, de réformer les abus dans les hôpitaux ; il est nommé président de la commission chargée en 1778 d’indiquer des redressements, et reçoit le titre d’inspecteur général des hôpitaux du royaume. Son premier mémoire reçoit l’approbation du ministère, mais les réformes sont ajournées, et Leclerc est de nouveau oublié. Il termine son histoire de Russie quand arrive la Révolution, qui le prive de ses pensions du ministère des affaires étrangères. Retiré à Versailles, il y meurt en 1798, à 73 ans ; il était membre honoraire de l’Académie Impériale des Sciences de Saint-Pétersbourg, des académies de Besançon et de Rouen et, sous le précédent régime, chevalier de l'ordre du roi.

## Œuvres

### Publications
- Mémoire sur la goutte, 1751, in-12
- Renversement de la religion et des lois divines et humaines par toutes les bulles et brefs donnés depuis près de 200 ans contre Baïus, Jansenius, les V. propositions, pour le formulaire, et contre le P. Quesnel, ou Recueil de toutes ces bulles […] : t. 2, Rome, 1756
- Moyen de prévenir la contagion et d’y remédier (imprimé à Moscou avec l’Histoire des maladies épidémiques qui ont régné en Ukraine), 1760
- Essai sur les maladies contagieuses du bétail, avec les moyens de les prévenir et d’y remédier efficacement, Paris, N.-M. Tilliard, 1766 [et 1769], brochure in-4°, ou in-16, VIII−63 p.« Son grand secret était de tuer toutes les bêtes infectées ou soupçonnées de l'être[6]. »
  - (de) Theoretisch- und praktischer Versuch über die ansteckenden Viehseuchen, samt den Mitteln, wie man denselben zu vorkommen, und sie aus dem Grunde heilen soll, Vienne, Friederich Bernhard, 1767
- Le vœu des nations, ou le plan du bonheur réciproque, Saint-Pétersbourg, 1760
- (la) Medicus veri amator, ad Apollineæ artis alumnos, Moscou, Presses de l'université de Moscou, 1764 ; aussi à Paris, chez Tilliard[7]« C'est un recueil de bonnes observations sur les venins, les différentes espèces de contagion, et les épidémies ; il y traite, en particulier, des maladies épidémiques qui ont régné dans l'Ukraine en 1760[8]. »
- Histoire naturelle de l’homme, considéré dans l’état de maladie, ou la Médecine rappelée à sa première simplicité, Paris, Lacombe, 1767, 2 vol. in-12
- De la contagion, de sa nature, de ses effets, de ses progrès, et des moyens les plus sûrs pour la prévenir et pour y remédier, Saint-Pétersbourg, 1771, in-8°
- Art de débuter dans le monde avec succès, 1774, in-8°
- La boussole morale et politique des hommes et des empires, dédiée aux nations, « Boston » (Neuchatel), 1779
- « Exercices des cadets russes », dans Denis Diderot, Plan d’une université pour le gouvernement de Russie ou d’une éducation publique dans toutes les sciences, 1782
- Histoire de la Russie :
  - Histoire physique, morale, civile et politique de la Russie moderne : t. 1, 1783 ; t. 2, 1785 ; t. 3, 1784 — Avec Antoine François Leclerc[9],[10]
  - Histoire physique, morale, civile et politique de la Russie ancienne : t. 1, 1783 ; t. 2, 1783 ; t. 3, 1784
- (avec Antoine-François Le Clerc) Atlas du commerce, Paris, Froullé, 1786
- Les maladies du cœur et de l'esprit, faisant suite au patriotisme du cœur et de l'esprit, ou l'Accord des devoirs et des droits de l'homme pour le bonheur commun : t. 1 ; t. 2, an III
- Traité des maladies morales qui ont affecté la nation française depuis plusieurs siècles, Paris, Moutardier, 1795

### Cartes
- Plan de la ville de Liège
- (avec Antoine-François Le Clerc) 1° [2e] carte de France. Grandes lieues de France, 1754

### Littérature
- Yu le Grand et Confucius, histoire chinoise, Soissons, P. Courtois, 1769 — « Roman historique[11],[12] »

### Traductions du russe
- Ivan Ivanovitch Betzky, Les plans et les statuts des différents établissements ordonnés par Sa Majesté Impériale Catherine II, pour l'éducation de la jeunesse et l'utilité générale de Son Empire, 1775 : t. 1 ; t. 2, avec une addition de Diderot[13]
- Ivan Ivanovitch Betskoy, Éducation morale et physique des deux sexes, pour les rendre aussi utiles aux autres qu’à eux-mêmes, Besançon, 1777, in-4°[11]